# La Vierge au buisson de roses (Schongauer)
Pour les articles homonymes, voir La Vierge au buisson de roses.
La Vierge au buisson de roses, retable sur bois de 1473, est une peinture religieuse de Martin Schongauer (200 × 114,5 cm) représentant la Vierge à l'Enfant assise dans un jardin ornée de végétaux et d'oiseaux, surmontée de deux anges portant une couronne, actuellement exposée dans l'église des Dominicains de Colmar.
De dimensions initiales plus grandes (255 × 165 cm), le tableau a été recadré, vraisemblablement à la suite d'une chute qui l'a endommagé, puis, au début du XXe siècle, orné d'un cadre en bois et placé à l'intérieur d'un retable à volets — ce qui constitue sa présentation actuelle.

## Historique

### Sources et inspiration
La Vierge au buisson de roses est un thème populaire du Rhin supérieur au XVe siècle. On retrouve une inspiration similaire dans La Madone aux fraisiers du Maître du Jardin de Paradis, peinte vers 1420 (Kunstmuseum Solothurn, Soleure), dans une Vierge à la rose dans un jardin clos, gravure sur bois datée des années 1460, dans un manuscrit réalisé pour les religieuses du couvent des dominicaines d'Unterliden à Colmar (Bibliothèque municipale, Colmar), voire dans 
La Vierge au buisson de roses de Stefan Lochner, peinte peu avant 1450 (Wallraf-Richartz Museum, Cologne).
Schongauer combine ainsi les motifs de la Vierge de l'humilité, assise sur un simple banc de bois, du jardin enclos et de la Rosa mystica, en adoptant une manière nettement influencée par les maîtres flamands tels que Rogier van der Weyden, dont il a pu fréquenter les œuvres, si ce n'est l'atelier, lors de son séjour à l'université de Leipzig en 1465, mais aussi Dirk Bouts, ou encore Hugo van der Goes, lors d'un probable voyage dans les Pays-Bas méridionaux entre 1465 et 1470.

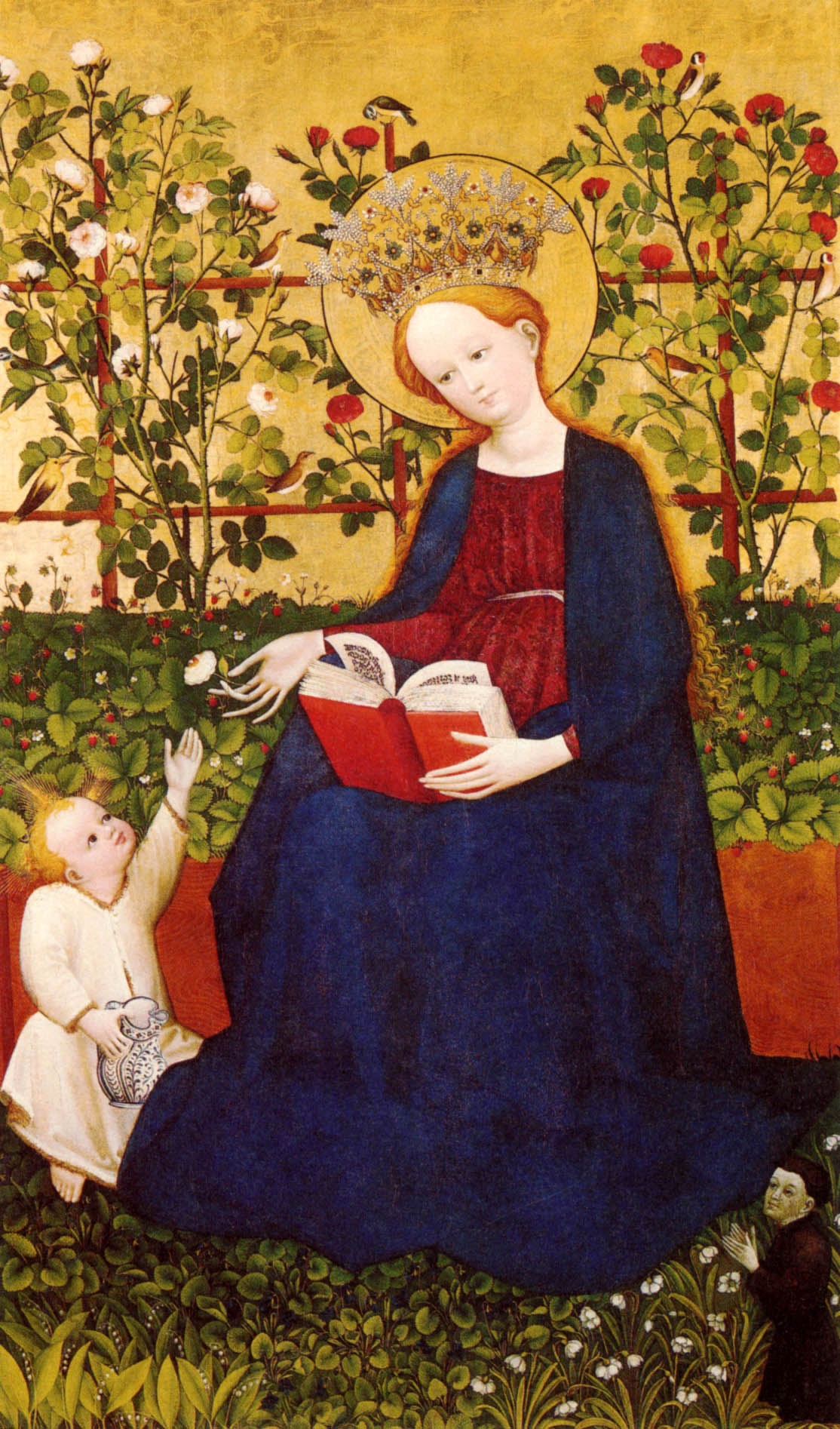
Maître du Jardin de Paradis de Francfort, La Madone aux fraisiers, vers 1420, 145,5 × 87 cm, Soleure, Kunstmuseum.
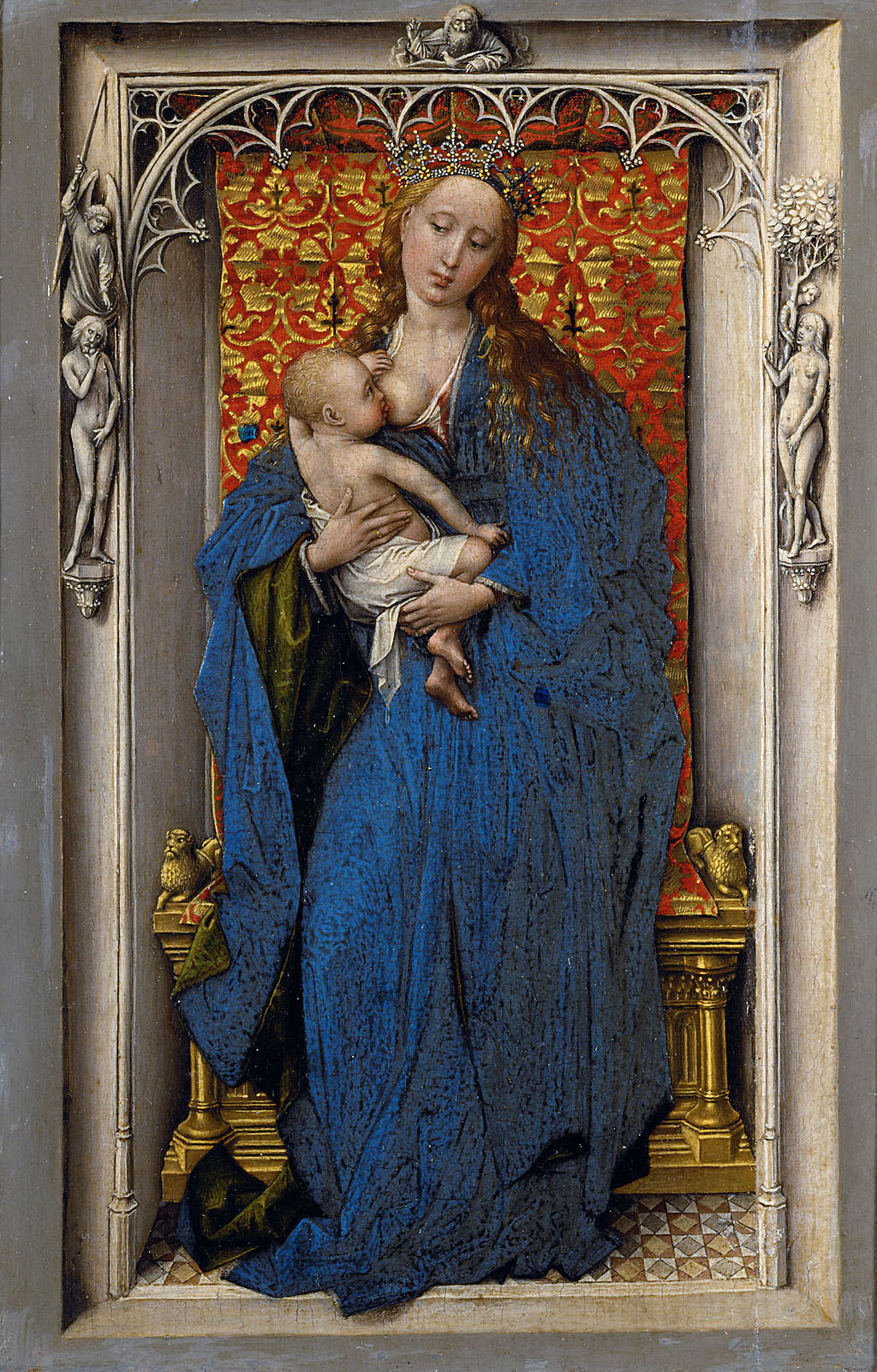
Rogier van der Weyden, Vierge à l'Enfant, vers 1430, 18,8 × 12,1 cm, Vienne, Musée d'histoire de l'art de Vienne.
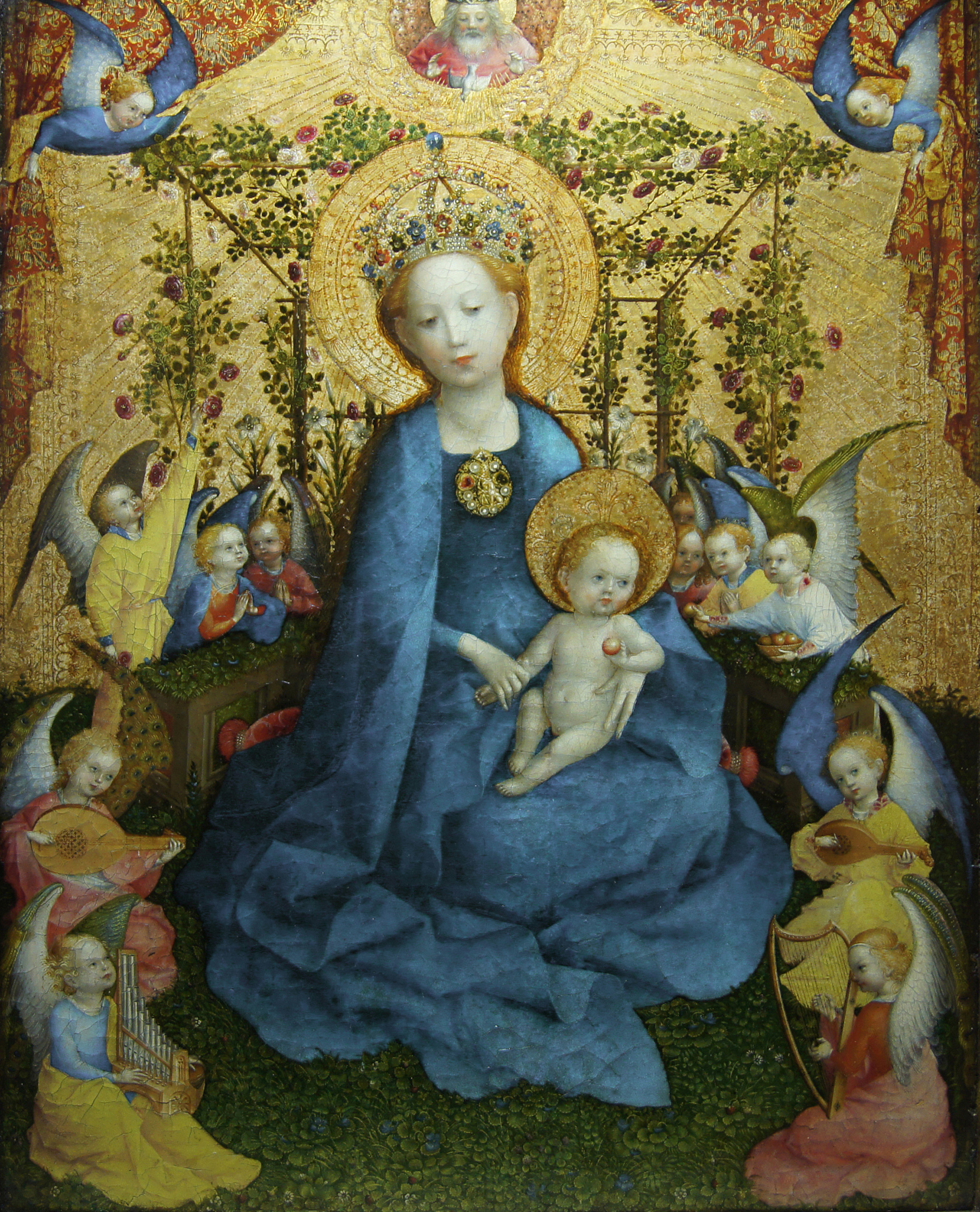
Stefan Lochner, Madonna im Rosenhag, vers 1448, couleurs sur bois, 51 × 40 cm, Cologne, Wallraf-Richartz Museum.
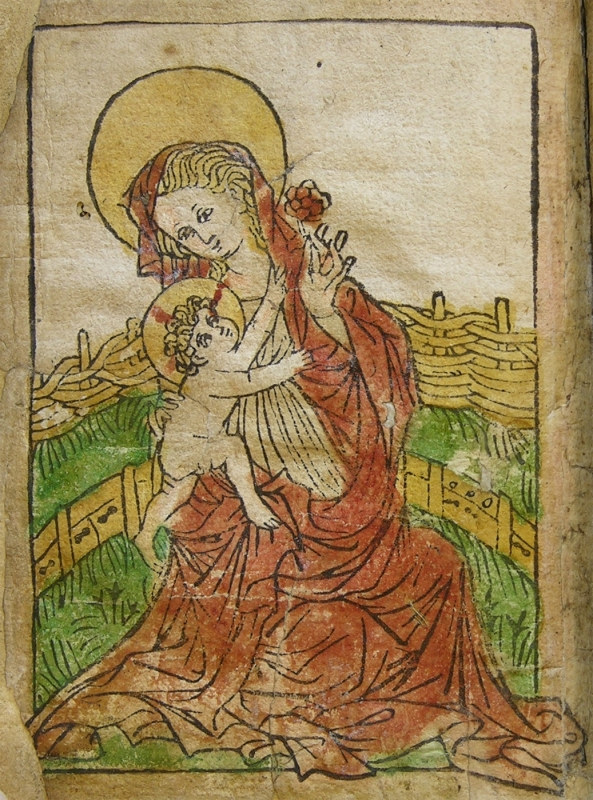
Anonyme, Vierge à la rose dans un jardin clos, vers 1460, gravure sur bois, Colmar, Bibliothèque municipale (Ms271 f.1v).

### Origine et lieux successifs de conservation

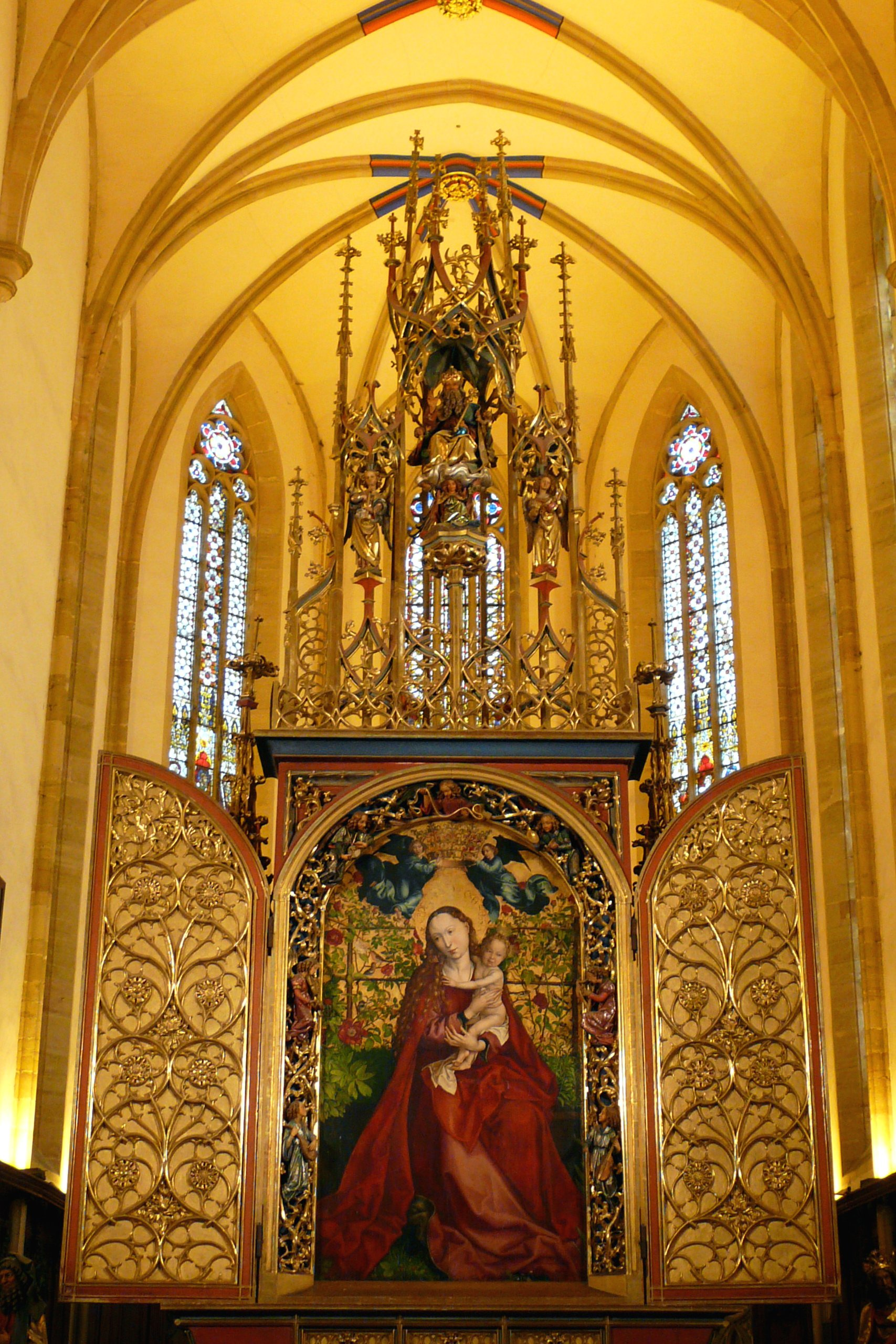
Le retable dans son contexte actuel, à l'église des Dominicains de Colmar.

En l'absence de documents d'époque concernant son exécution ou sa commande, il est difficile de se prononcer sur l'édifice religieux auquel le retable était initialement destiné. On s'accorde cependant sur la date de son achèvement en 1473, qui figure à la peinture noire au dos des sept planches de résineux assemblées pour la réalisation du panneau final.
La première mention du tableau date de la fin du XVIIIe siècle, quand Carl Heinrich von Heineken décrit sa présence dans l'autel d'une chapelle située derrière le chœur de la Collégiale Saint-Martin de Colmar.
En 1792, il est relégué dans la sacristie, selon le témoignage de François-Christian Lersé qui le considère comme l'« un des tableaux les plus remarquables de Martin Schœn, connu dans l'histoire de l'art ».
En 1794, il est recensé, accompagné d'une description assez exacte, dans l'« Inventaire des tableaux existant dans le Musée National de Colmar », catalogue manuscrit des saisies révolutionnaires du Haut-Rhin alors conservées dans la bibliothèque de l'ancien couvent des jésuites de la ville, rédigé par deux Commissaires de la République, l'artiste davidien Jean-Jacques Karpff et le bibliothécaire Jean-Pierre Marquair. Puis il réintègre, par décision préfectorale du 23 juillet 1802, la collégiale Saint-Martin, où il demeure jusqu'en 1972.
Le tableau est volé dans la nuit du 10 au 11 janvier 1972. Récupéré dans le garage d'un particulier le 4 juin 1973 à Décines, dans la banlieue lyonnaise, il retrouve sa place à Colmar le 8 juin 1973, mais est mis, pour des raisons de sécurité, dans le chœur de l'église des Dominicains, où il est actuellement visible.

### Recadrage et présentation actuelle

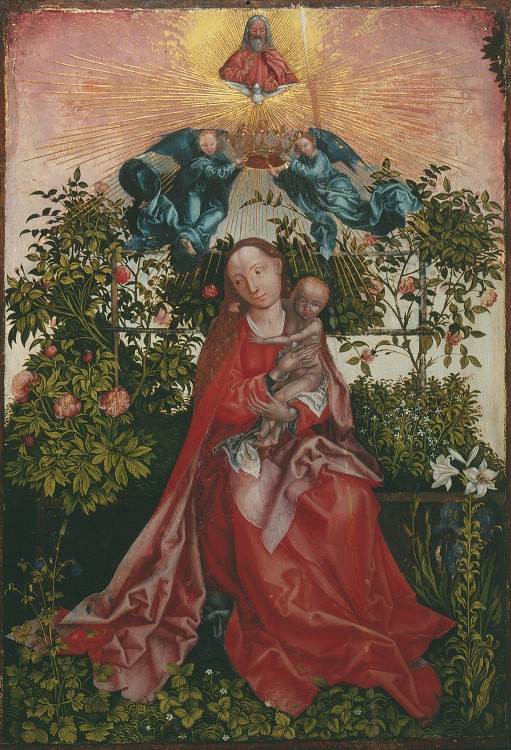
Atelier de Martin Schongauer, copie de la Vierge au buisson de roses, XVIe siècle,, Boston, Musée Isabella Stewart Gardner.

L'œuvre, telle qu'elle a été initialement conçue, était plus grande (environ 255 × 165 cm). Elle a ensuite été recadrée sur ses quatre côtés, soit pour masquer les dégâts causés vraisemblablement par une chute[réf. nécessaire], soit pour une nouvelle présentation dans la chapelle axiale. Une copie de plus petites dimensions (44,5 × 30,7 cm), datée du début du XVIe siècle et conservée au musée Isabella Stewart Gardner permet de mesurer l'ampleur des pertes, et de se faire une idée du tableau original. Ont ainsi disparu la partie supérieure représentant Dieu le Père et la colombe, dont il ne reste que les rayons atteignant la couronne, les extrémités du manteau et de la robe de la Vierge, ainsi que les végétaux représentés sur les bords du tableau, coupés à droite et à gauche, et une grande partie du parterre de fraisiers, représenté dans la partie inférieure.
Au tout début du XXe siècle, le tableau reçoit un nouvel encadrement, sous forme de retable à deux volets. Les faces extérieures de ceux-ci sont alors peintes d'une Annonciation, réalisée par l'artiste alsacien Charles Martin Feuerstein. L'œuvre de Schongauer, qui constitue désormais le panneau central de ce retable, est placée à l'intérieur d'un cadre en bois polychrome à haut cintré, sculpté par Alfred Klem de rinceaux et de sept anges musiciens.

## Description
La Vierge, vêtue d'une ample robe et d'un manteau rouges, est représentée dans un jardin, assise sur un banc de bois situé devant un treillage. Elle tient dans ses bras, avec la délicatesse de ses doigts longs et fins, l'Enfant Jésus qui lui enlace le cou, nu, debout sur un lange blanc. Ses longs cheveux ondulés qui tombent sur son manteau sont maintenus par un mince ruban noir orné, au milieu du haut du front, de sept perles disposées en rond. 
La Vierge est surmontée d'une large auréole portant l'inscription latine : « Me carpes genito tu que sanctissima virgo » (« Tu me cueilleras pour ton fils, toi aussi, très Sainte Vierge »). Au-dessus d'elle, deux anges vêtus de draperies bleues portent une couronne divine qui la célèbre, somptueusement ciselée dans l'or et incrustée de pierreries. La tête de l'Enfant Jésus quant à elle est nimbée de rayons de lumière partagés en trois, dessinant une croix.
Les deux personnages saints regardent dans des directions différentes : la Vierge vers l'angle inférieur gauche du tableau, l'Enfant vers l'angle inférieur droit.
Sur le treillage de bois montent des rosiers en boutons et en fleurs, toutes rouges à l'exception d'une seule, blanche, dans la partie supérieure gauche.
Le treillage et les rosiers servent de points d'appuis à huit oiseaux communs dans l'Est de la France, de l'ordre des passereaux, et représentés avec un réel souci du détail naturaliste : à gauche, de bas en haut, un moineau, un pinson des arbres, un rouge-gorge, à droite, trois chardonnerets élégants, dont un jeune qui ne présente pas encore sa calotte rouge, une mésange charbonnière, et, posé sur la barre horizontale supérieure, un pouillot véloce.

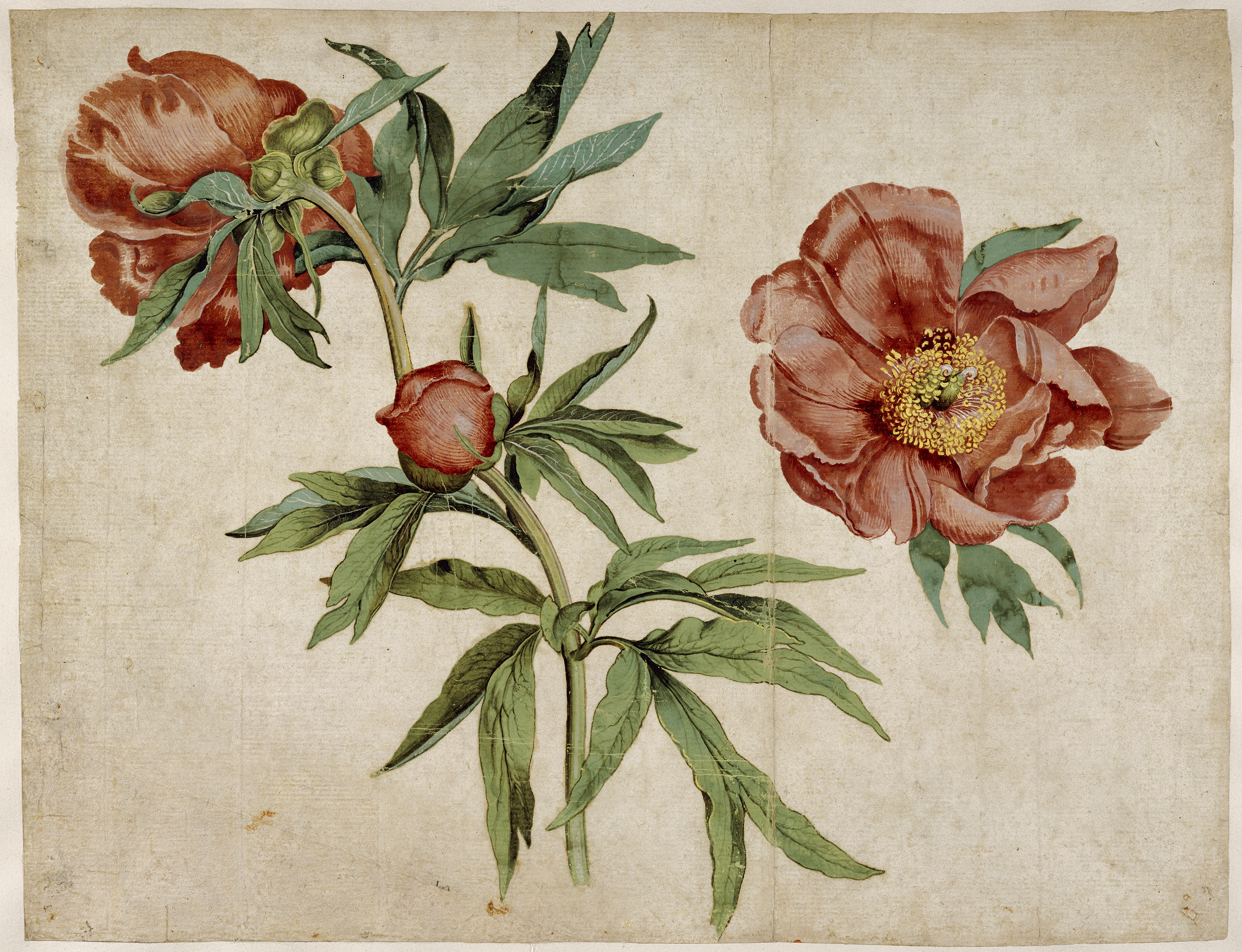
Martin Schongauer, Étude de pivoine, vers 1472,, Los Angeles, Getty Center.

Le jardin est en outre agrémenté d'autres plantes. Aux pieds de la Vierge, entre le manteau et la robe, on distingue un parterre de fraisiers des bois, en fruits et, plus à droite, en fleurs. Sur la partie gauche, la découpe du tableau a laissé une feuille d'ancolie dans l'angle inférieur. Au milieu du tableau, toujours sur le bord gauche, on reconnaît des pivoines rouges, pour lesquelles il existe un dessin préparatoire, conservé au J. Paul Getty Museum de Los Angeles. De l'autre côté, à droite, un iris bleu en bouton, lui aussi largement amputé par la découpe du panneau, monte du sol. Sur le banc poussent des crucifères, vraisemblablement des giroflées, de trois couleurs, blanches, rouges et bleues.
La copie du musée Isabella Stewart Gardner permet en outre de noter la présence d'un lys blanc, partant de l'angle inférieur droit, ainsi que Dieu le Père bénissant et la colombe du Saint-Esprit dans le ciel, qui ont entièrement disparu du tableau actuel.

## Analyse iconographique

### Un tableau marial: la Vierge en humilité, au jardin clos, et à la rose

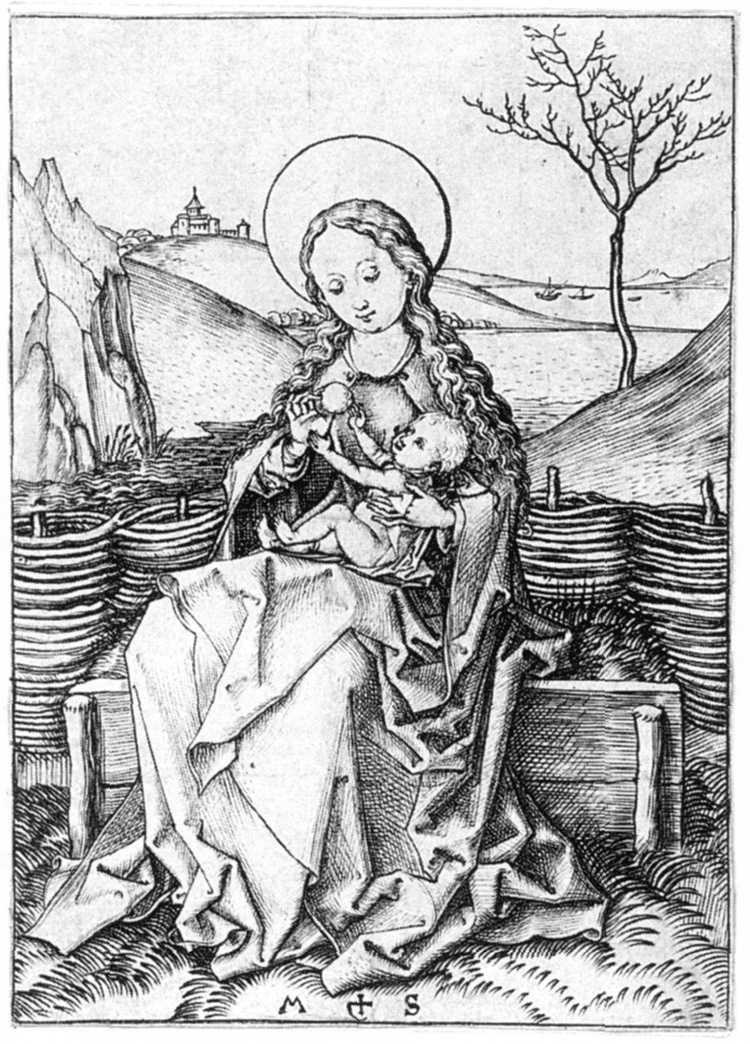
Martin Schongauer, Vierge à l'Enfant sur un banc de gazon, entre 1475 et 1480,, Berlin, Gemäldegalerie.

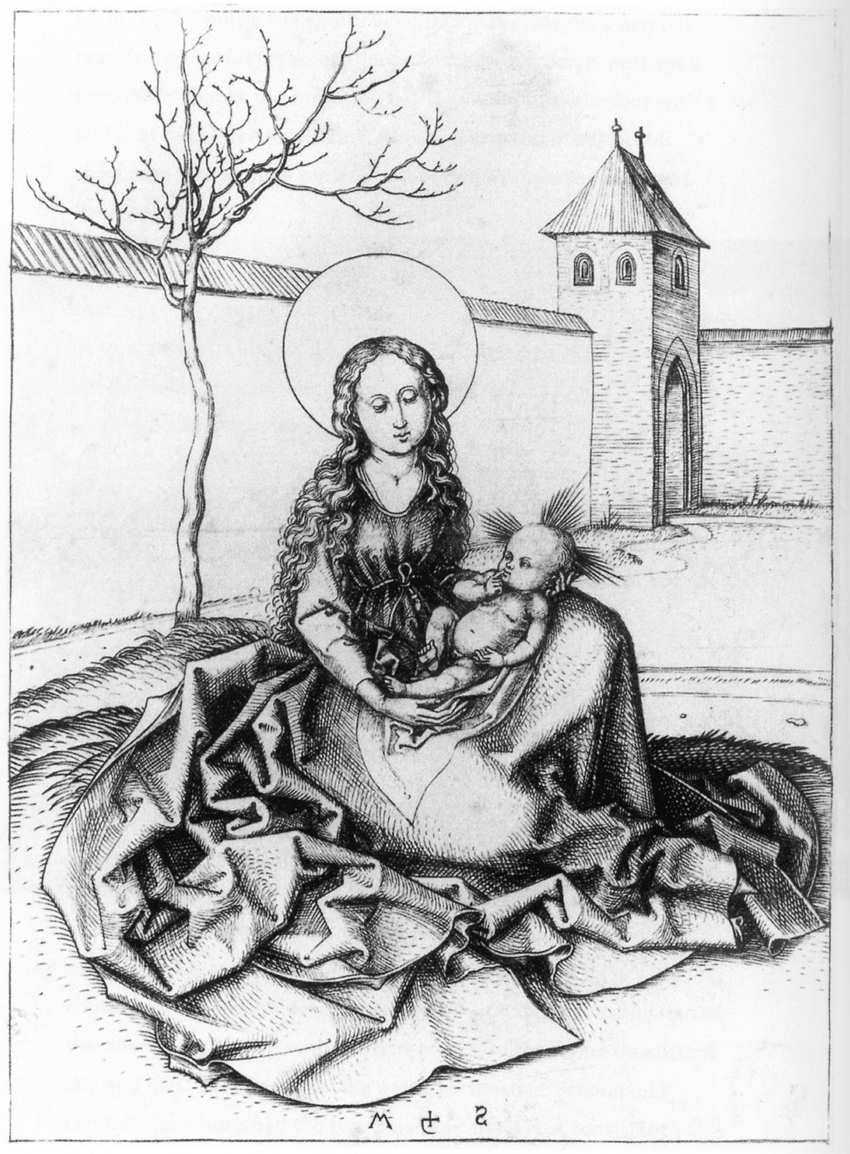
Martin Schongauer, Vierge à l'Enfant dans la cour d'un château, vers 1480,, Berlin, Gemäldegalerie.

Le tableau suit les canons de la représentation de la Vierge : celle-ci est placée au centre de la composition, dans une construction pyramidale due, ici, à son  large manteau rouge qui se déroule sur le gazon à gauche en cascades de plis, et à quoi fait pendant à droite la robe de même couleur qui se répand à ses pieds. 
Assise sur un simple banc dans un jardin, sans trône, elle est représentée en Vierge de l'humilité. Schongauer reprend ce même thème dans une de ses gravures, la Vierge à l'enfant sur un banc de gazon, réalisée entre 1475 et 1480. 
Le jardin clos dans lequel elle est placée, illustrée dans une autre gravure de Schongauer réalisée vers 1480 (Vierge à l'Enfant dans la cour d'un château), évoque traditionnellement, par assimilation avec la fiancée du Cantique des Cantiques, la virginité de Marie et l'Immaculée Conception. Ce thème se mêle ici à l'évocation du jardin du Paradis, avec ses fleurs et ses oiseaux paisibles, pour souligner l'instant de bonheur maternel que vit la Vierge à l'Enfant.
Sur l'espalier derrière le banc grimpent des rosiers : une métaphore usuelle depuis le Moyen Âge dans la religion catholique fait en effet de la Vierge la « rose sans épines », celle qui n'a pas été atteinte par le Péché originel — selon une légende qui affirmait que le rosier ne comportait pas d'épines avant la Chute. Ce symbolisme de la rose qui confère à Marie une vertu exceptionnelle est redoublé par la présence d'une rose blanche unique au milieu de roses rouges : Marie est la « rose parmi les roses », la fleur dont elle se pare de toutes les vertus. Et l'inscription en latin sur l'auréole, signifiant : « Tu me cueilleras pour ton fils, toi aussi, très Sainte Vierge », associe également le fidèle en dévotion devant le retable à la rose, et au sacrifice du Christ.

### Symbolisme des végétaux et des oiseaux
Si le traitement du décor, des fleurs et des oiseaux, révèle le souci d'une représentation exacte et minutieuse des éléments terrestres, sa fonction reste essentiellement symbolique, dans la mesure où il vient confirmer, ou orienter le message édificateur de l'œuvre de dévotion pour le fidèle en prière. Ainsi ce dernier était-il invité à méditer devant le retable, et à dépasser son attirance première pour les apparences visibles, si délicates et admirables fussent-elles.

#### La Sainte Trinité

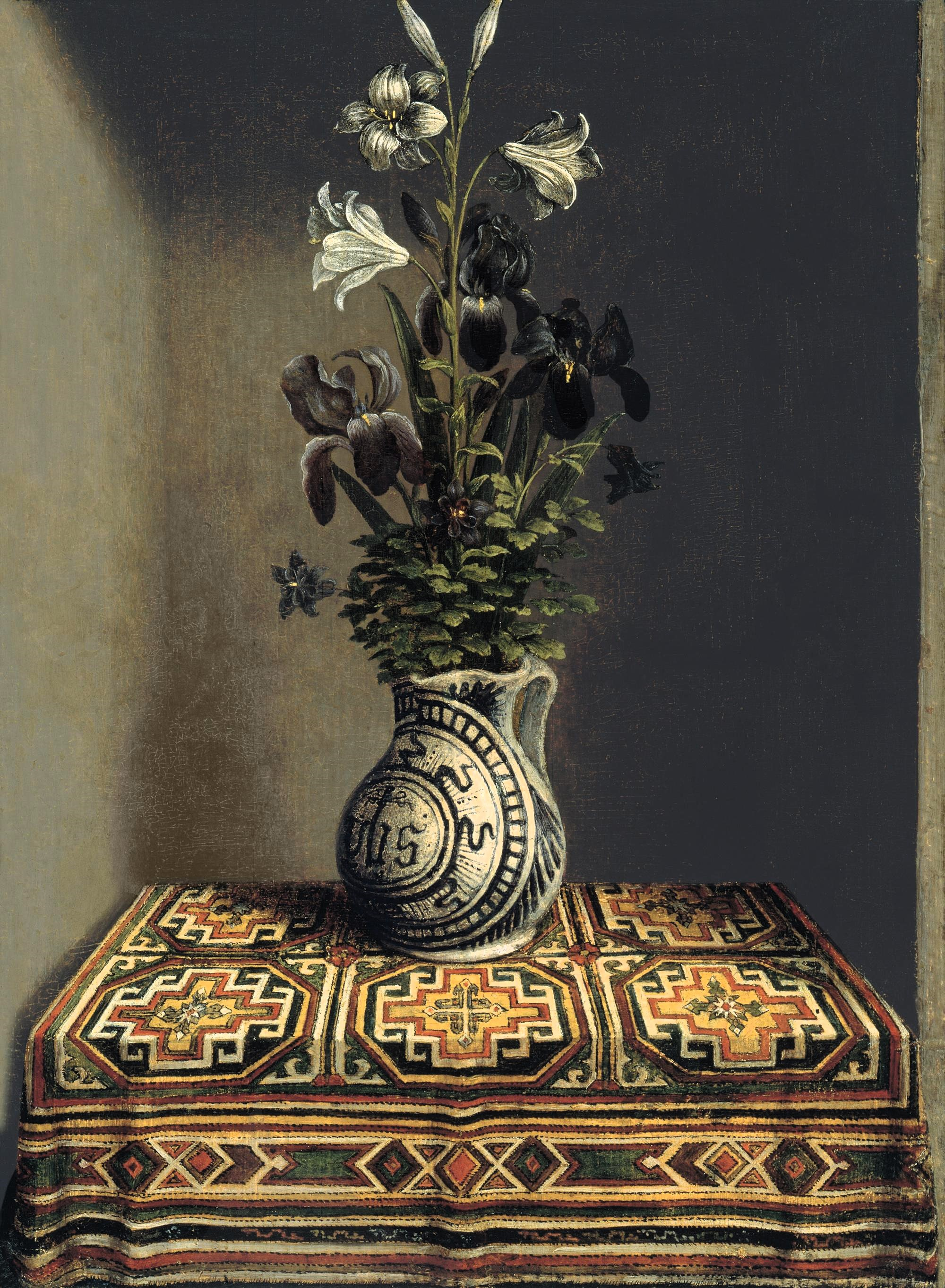
Hans Memling, Fleurs (lys, iris et ancolies) dans un vase (revers d'un retable représentant un Jeune homme en prière), vers 1485,, Madrid, Musée Thyssen-Bornemisza.

Les personnages du tableau, Marie et Jésus, ainsi que Dieu le Père et le Saint-Esprit figuré par la colombe, se retrouvent incarnés dans les éléments du décor.
Outre par la rose, et au premier chef la rose blanche en haut à gauche du buisson, Marie est évoquée par le lis blanc (dans l'angle inférieur droit, non visible sur le tableau dans son état actuel), qui rappelle sa pureté virginale, et qui est récurrent notamment dans les Annonciations. Autre fleur mariale, l'iris bleu, situé juste derrière le lys, dont le feuillage en forme de glaive (ainsi que son nom allemand, Schwertlilie, soit « lys en épée ») évoque les douleurs à venir de la Vierge. 
Dans l'angle inférieur opposé se trouve l'ancolie, dont la fleur figurait traditionnellement par la forme de ses pétales la colombe du Saint-Esprit, et par ses feuilles trilobées la Sainte Trinité. Cette même signification, jouant sur la symbolique du chiffre « 3 », a pu être attribuée aux feuilles du fraisier, également trilobées, qui tapissent le parterre du jardin juste devant la robe de la Vierge, et côtoient les feuilles de l'ancolie. Ceci pourrait être une clé d'interprétation pour expliquer la présence des trois chardonnerets élégants, à droite de la Vierge et l'Enfant, qui redoubleraient le triangle formé par Dieu le Père, la Mère et l'Enfant — dans la mesure également où l'oiseau le plus proche de Jésus, qui ne possède pas encore la couleur rouge de la tête, est visiblement un chardonneret juvénile.

#### Le drame de la Passion
Les trois variétés de giroflées à gauche, bleues, rouges et blanches, évoquent, par la forme de leurs fleurs — de la famille des Crucifères —, la Croix du Christ. Mais c'est surtout l'omniprésence de la couleur rouge qui évoque de manière insistante le drame de la Passion. Ainsi, les fraises du parterre, les pivoines, le buisson de roses s'accordent-ils à la couleur écarlate de la robe et du manteau de la Vierge − — contrairement à l'usage le plus répandu qui fait du bleu la couleur traditionnelle de celle-ci. Le choix des oiseaux va également dans ce sens : le pinson des arbres et le rouge-gorge à gauche sont reconnaissables à la couleur feu de leur poitrine, alors que le chardonneret élégant, associé à la Vierge à l'Enfant, a connu une réelle popularité dans l'iconographie chrétienne à partir du XIVe siècle : non seulement, son nom latin, Carduelis carduelis, évoquait le chardon des graines duquel il se nourrit, et partant la Couronne d'épine, mais sa tête aux taches écarlates annonçait également le sang versé, les souffrances, et la mort du Christ.

#### La portée édificatrice pour le fidèle
Malgré la douceur des traits et l'attention des gestes maternels de Marie, son regard prend une direction opposée à celui de son fils, pour signifier la divergence des destins qui les attendent. Derrière l'harmonie apparente d'un paysage serein digne du jardin du Paradis, et notamment par la présence du buisson épineux de roses, associé dans une vision mystique par le religieux rhénan du XIVe siècle Henri Suso aux épreuves de la vie, le tableau inviterait donc les fidèles à suivre l'exemple de Marie, pour supporter avec piété les souffrances terrestres.
La seule issue possible serait donc l'humilité, selon la leçon des petites fleurs blanches et des tiges courtes des fraisiers rampant aux pied du couple sacré, ou encore selon le symbolisme du moineau, caché dans la partie basse du buisson, à gauche. Ainsi le fidèle accéderait-il à la grâce consolatrice, comme sous l'effet de la pivoine, dont les vertus curatives sont mentionnées, avec celles de l'ancolie, dans la pharmacopée de la bénédictine allemande du XIIe siècle Hildegarde de Bingen.